# Палмер, Роберт Розуэлл
Роберт Розуэлл Палмер (Robert Roswell Palmer, обычно R. R. Palmer; 11 января 1909 г., Чикаго, Иллинойс — 11 июня 2002 г., Ньютаун, Пенсильвания) — американский историк, специалист по европейской истории, в особенности Франции, 18 и начала 19 веков. Доктор философии (1934). Профессор Принстонского и Йельского университетов, член Американского философского общества (1959).
Лауреат итальянской международной премии Фельтринелли (1990). В 1970 году президент Американской исторической ассоциации.

## Биография
Окончил с отличием Чикагский университет (1931), где учился у Louis R. Gottschalk (как отмечал сам Палмер, именно Готтшалк в том же 1931-м году побудил его заняться трансатлантическими темами). В 1934 году получил степень доктора философии под началом Карла Л. Беккера в Корнеллском университете. С 1936 года преподавал в Принстонском университете, с 1952 года именной профессор (Dodge Professor) истории. С 1963 года декан факультета искусств и наук Вашингтонского университета в Сент-Луисе. С 1966 года преподавал в Йельском университете, с 1977 года в отставке. В том же году вместе с супругой вернулся в г. Принстон, работал в Институте перспективных исследований.
После его смерти осталась жена Эстер, два сына и дочь, внуки.
Автор восьми книг и переводчик пяти. Его учебник «A History of the Modern World» (1-е изд. 1950) был переведен на шесть языков и ещё при его жизни выдержал девять изданий — с общим числом проданных копий, приближавшимся к двум миллионам. Главный тезис его Age of the Democratic Revolution (1959-64), как отмечает Линда Колли, заключался в том, что 1776 и 1789 годы - наряду с другими потрясениями конца XVIII века - были связаны между собой и должны рассматриваться в тандеме.